# オービル・ドライフース
オービル・ユージン・ドライフース（Orvil Eugene Dryfoos、1912年11月8日 - 1963年5月25日）は、1961年から1963年にかけての『ニューヨーク・タイムズ』紙の発行人である。先代の発行人であるアーサー・ヘイズ・サルツバーガーの長女のマリアン・サルツバーガーと結婚し、アーサーの跡を継いだ。

## 若年期
ドライフースは、靴下製造業で財を成したジャック・A・ドライフースの子として生まれた。ダートマス大学で社会学を専攻し、1934年に学士号(B.A.)を取得して卒業した。
卒業後は、ウォール街の企業であるアシエル・アンド・カンパニーに入社した。1937年にシドニー・ルインソン・アンド・カンパニーに移籍し、ニューヨーク証券取引所の会員権を購入した。第二次世界大戦中は、リウマチ性心臓病の持病により兵役を免除され、その代わりに赤十字社ニューヨーク支部の献血委員会で働いた。

## ニューヨーク・タイムズ
1941年7月8日、『ニューヨーク・タイムズ』発行人のアーサー・ヘイズ・サルツバーガーの娘マリアン・サルツバーガーと結婚した。アーサーもまた、アドルフ・オックスの一人娘と結婚してオックスの跡を継いでいた。アーサーは、「私はボスの娘と結婚するのに十分に賢明だった。そして君もそうだ」とドライフースに言った。
1942年、ドライフースはウォール街を離れ、将来『ニューヨーク・タイムズ』紙を率いる人材となるための訓練として、ニューヨーク・タイムズ・カンパニーに入社した。1年間、執筆スタッフとして数多くの仕事をこなしたが、彼が書いたものが記事になることはなかった。翌年には発行人補佐(assistant publisher)に就任した。
ドライフースは、母校ダートマス大学の評議員、フォーダム大学の一般評議員、ロックフェラー財団の評議員と執行委員、ニューヨーク観光局の理事、五番街協会の理事、1964年ニューヨーク万国博覧会の理事、会社のメセナ事業であるニューヨーク・タイムズ財団の理事長を務めた。1957年にダートマス大学から名誉修士号を、1962年にはオーバリン大学から名誉法学博士号を授与された。
ドライフースは1954年に副社長兼取締役に、1957年に社長に就任した。1958年にアーサーが脳卒中で倒れてからは、ドライフースは会社経営の日常業務の大部分を担当するようになった。1961年4月25日、アーサーが発行人を退任し、ドライフースがその跡を継いだ。
ドライフースは直ちにジョン・バートラム・オークス（義祖父アドルフ・オックスの甥）を社説面の編集者に任命した。また、1961年10月31日にニューヨーク・タイムズ西部版の創刊を発表した。

## 死去
1962年末、ニューヨークの新聞業界で大規模なストライキが発生した。ニューヨーク・タイムズでも、スタッフが5,000人から900人にまで減少した。ドライフースはストライキの解決に向けて努力したが、労働者との交渉と、その間も新聞制作を止めてはいけないというストレスにより、ドライフースの健康状態は悪化した。ストライキは114日間続き、当時ニューヨーク・タイムズ社史上最長となった。1963年3月31日、ストライキ参加者が職場に復帰した。ドライフースはストライキ中もその参加者と友好的な関係を保ち、復職時には「仕事に戻ってきてくれてうれしいよ!」という手紙を労働者に送った。ドライフースは健康の回復のためにプエルトリコで休暇を取ったが、その間に入院した。ニューヨークに戻って、すぐにコロンビア長老派教会医療センターに入院したが、1963年5月25日、心不全により50歳で亡くなった。
ドライフースの葬儀には多くのニューヨークの著名人が参列した。ドライフースと親交のあった、ワシントン特派員のジェームズ・レストンが弔辞を述べた。レストンは、「ドライフースはストライキ中に命を落とし、ストライキが終わったとき、彼はついに病院に逃げ込んでそこから二度と戻ってこなかった」と述べた。
発行人の職はアーサー・ヘイス・サルツバーガーの長男（ドライフースの義弟）のアーサー・オックス・"パンチ"・サルツバーガーが継いだ。

## 私生活
ドライフースはユダヤ教改革派の信者だった。
ドライフースはアーサー・ヘイズ・サルツバーガーの娘マリアン・サルツバーガーと結婚した。2人の間には3人の子供がいた。長女のジャクリーン・ヘイズ・ドライフース（Jacqueline Hays Dryfoos、1943年5月8日生まれ）は心理療法士で、スチュアート・グリーンスポンと結婚し、後に離婚した。長男のロバート・オックス・ドライフース（Robert Ochs Dryfoos、1944年11月4日生まれ）は、ケイティ・トーマスと結婚し、後に離婚した。次女のスーザン・ウォームズ・ドライフース（Susan Warms Dryfoos、1946年11月5日生まれ）は、ダニエル・セルズニックと結婚した。ダニエル・セルズニックは、映画プロデューサーのデヴィッド・O・セルズニックとアイリーン・メイヤー・セルズニックの息子である。